# Башмачанский сельский совет
Башмачанский сельский совет (укр. Башмачанська сільська рада) — входит в состав Солонянского района Днепропетровской области Украины.
Административный центр сельского совета находится в с. Башмачка.

## Населённые пункты совета
- с. Башмачка
- с. Каменно-Зубиловка
- с. Любимовка
- с. Любовь
- с. Перше Травня
- с. Широкополе
- с. Паньковое